# Martín Rabuñal
Martín Ernesto Rabuñal Rey, noto semplicemente come Martín Rabuñal (Montevideo, 22 aprile 1994), è un calciatore uruguaiano, centrocampista del Liverpool (M).

## Caratteristiche tecniche
È un centrocampista centrale.

## Carriera
Cresciuto nel settore giovanile del Defensor Sporting, ha esordito in prima squadra il 7 dicembre 2014 disputando l'incontro di Segunda División Profesional vinto 2-0 contro il Rampla Juniors. Nel gennaio 2020, dopo oltre 160 presenze fra campionato e coppe, è stato ceduto in prestito al Juárez.